# Parafia Najświętszej Maryi Panny Matki Kościoła w Palikijach
Parafia Najświętszej Maryi Panny Matki Kościoła w Palikijach – parafia rzymskokatolicka w Palikijach, należąca do archidiecezji lubelskiej i Dekanatu Bełżyce. Została erygowana w 11 lipca 1985 r. Jest prowadzona przez księży archidiecezjalnych.
Na obszarze parafii leżą miejscowości: Czajki, Miłocin, Palikije-Kolonia, Palikije SHR, Palikije Pierwsze, Sporniak. 
Parafia posiada własny cmentarz grzebalny.